# Ernesto Tross
Ernesto (Günther Ernst) Tross (Auerbach, 27 ottobre 1932 – Roma, 18 novembre 2020) è stato un artista, scrittore, velista progettista, costruttore e auto-costruttore nautico tedesco.

## Biografia

### Gli inizi e i primi viaggi
Nato in Germania, arriva in Italia nel 1940 insieme alla madre che intraprende un'attività di affittacamere nel centro di Roma. Passa l'infanzia e la prima adolescenza tra il quartiere Parioli, le vie e le zone del centro (Pincio, Piazza di Spagna, Piazza del Popolo, Piazza Pitagora e Villa Glori).
Sarà sul Monte Parioli che mostra la propria vena artistica eseguendo dipinti a olio.
A Roma frequenta il Liceo Artistico e arrotonda le finanze familiari vendendo le proprie opere ai turisti, a quindici anni passa un'estate a Capri dove dipinge paesaggi.
Anni dopo ritroverà alcuni suoi quadri in vendita nei negozi di via Margutta, a Roma.
Nel 1951 inizia il primo di una serie di viaggi che lo porteranno in giro per il mondo.
Dal dopoguerra ai giorni nostri tocca tutti i continenti visitando decine di paesi con ogni mezzo di trasporto.
Nel 1956, in Francia, scopre le vetrate artistiche.
Riesce ad iscriversi alla École des Métiers d'Art di Parigi, e dopo il ritorno a Roma apre un suo laboratorio iniziandone la produzione.
Per più di vent'anni questa sarà la sua attività principale e curerà la progettazione, la realizzazione e l'installazione delle sue opere destinate principalmente, ma non solo, a chiese e luoghi di culto. Tra queste tutte le vetrate in plexiglas della Cappella delle Suore della Carità e dell'Immacolata Concezione di Ivrea (via di Val Cannuta 200, Roma), in collaborazione con l'arch Silvio Galizia.

Dagli anni Ottanta in poi del secolo scorso, procede alla realizzazione delle proprie opere presso la Domus Dei una fonderia artistica di Roma. 

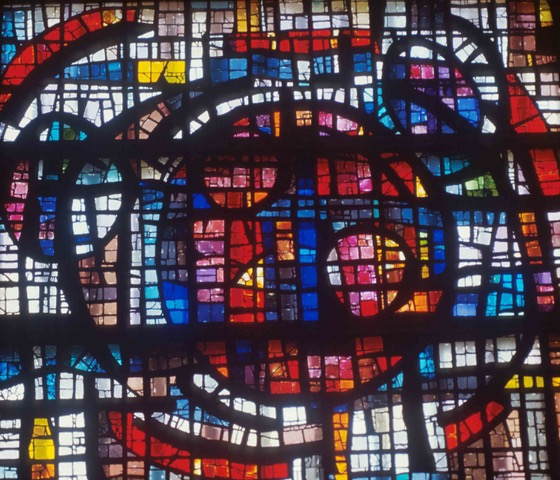
Esempio di vetrata artistica realizzata da Tross

 Continua nel frattempo a viaggiare con i mezzi dell'epoca, principalmente via terra.

#### La scoperta della vela– il Malibù e l'Outlaw
Nel 1961 prova la navigazione in mare su barca a vela e decide, quindi, di auto-costruirne una.
Questa, diverrà una sua costante: non comprerà mai le sue barche. Delle prime sette ne acquista i disegni mentre delle successive, man mano che acquisisce esperienza, ne definisce i progetti ed effettua in proprio, o ne segue, la costruzione.
Nascono così il Malibù, una canoa a bilanciere disegnata da Warren Seaman, a cui segue l'Outlaw, un trimarano in compensato marino progettato da Norman Cross.
A bordo di questo trimarano, in uscita da Fiumara Grande alla foce del Tevere si verifica un drammatico incidente che causa la morte di un suo amico ospite a bordo.
La barca, sollevata da un'onda, si capovolge e finisce sugli scogli dove viene distrutta. Questa tragedia lo sconvolge a tal punto che per alcuni anni (fino al 1973) abbandona completamente il mare e la vela.
Nel 1968 scopre un altro tipo di navigazione: il volo a vela.
A bordo degli alianti ritrova l'estrema bellezza di volare nel vento, senza motore, ad alta quota. Nonostante alcune spericolatezze che lo costringono anche ad atterraggi di fortuna, è la sopravvenuta eccessiva regolamentazione che lo convince a scendere dall'aliante.
È il 1972 ed emerge l'insofferenza verso una burocrazia preposta all'osservanza di regole che lo convinceranno, un trentennio dopo, a lasciare per sempre anche il mar Tirreno e trovare rifugio nelle isole della Grecia Jonica e dell'Egeo, non prima però di aver navigato tutto il Mediterraneo, il Mar Rosso, l'Oceano Indiano e l'estremo oriente.
Nel 1969, intanto, un altro lutto lo colpisce duramente: muore Mariolina, la sua prima moglie, lasciandolo con tre figli piccoli.
La madre lo aiuta a crescerli e poi, nel 1971, arriva Sira che sarà la sua compagna di vita per i successivi diciannove anni.
È un periodo in cui non pratica la navigazione in mare e nemmeno quella aerea ma la voglia di viaggiare non scema.
Decide, pertanto, di lavorare su un vecchio Volkswagen Maggiolino che stava arrugginendo nel giardino di casa.
Lo trasforma in una Dune buggy con la quale parte per il Medio Oriente e raggiunge l'Hindu Kush.

### Il Sira e il Sira2
Al ritorno da questo viaggio durato vari mesi, riprende la passione per il mare che si concretizza con la costruzione di un catamarano realizzato sui piani di James Wharram, progettista che aveva conosciuto in Galles nel 1967. Il catamarano verrà chiamato Sira.
A bordo del Sira è soggetto a pericolosi inconvenienti che lo portano a elaborare alcune delle sue future “filosofie” progettuali nautiche, tra cui l'assoluta pericolosità e inutilità di avere la "randa" a bordo di una barca a vela.
Procede con la costruzione della sua quarta barca, la Sira2, una goletta di 37 piedi disegnata dal progettista francese Philippe Harlé che scende in acqua nel 1974.
Navigando nel Mediterraneo fino agli inizi degli anni Ottanta, incorre in nuovi inconvenienti e un naufragio in Tunisia: da tutto ciò trae ulteriori elementi di analisi che serviranno a individuare efficaci soluzioni ai tanti problemi che possono occorrere navigando a vela.
Tali scelte lo porteranno, molte volte, a posizioni controcorrente nel pensiero nautico commerciale che intanto si va diffondendo in tutto il mondo: dalla scelta della vetroresina per la realizzazione degli scafi, a quella dell'acciaio inox per il sartiame.
Esce dal Mediterraneo, scende il Mar Rosso, naviga l'Oceano Indiano. Esplora l'India, sale fino in Tibet, sbarca alle Maldive, visita lo Sri Lanka, Malaysia, Thailandia, Laos, Cambogia e Indonesia.
Nel corso dei suoi viaggi riesce a visitare oltre sessanta nazioni.
Trova però anche il tempo e la voglia di effettuare navigazioni tranquille e meno esotiche. A metà degli anni '80, grazie a una coppia di amici naviga i canali francesi rimanendone affascinato. Progetta pertanto una house boat che, nelle intenzioni, gli dovrà consentire di navigare le acque interne europee e farlo giungere, dalla Francia, fino al Mar Nero.

### La scomparsa di Sira e l'Australia
Prima di partire, però, per la tranquilla navigazione nelle acque fluviali dell'Europa, si accinge a trascorrere un ulteriore periodo a bordo del Sira2, in Malesia, e qui un altro dramma incrocia il suo destino: già in condizioni di salute complicate, a causa di un enfisema polmonare, a Taiping nel 1990, muore Sira.
Non trova la forza di rientrare a casa e decide di rifugiarsi ancor di più nella solitudine di un ulteriore allontanamento.
Naviga con un amico fino a Singapore e poi arriva a Sidney, dove risiede ormai da anni Carlo Martignoni, suo compagno d’avventura nelle prime veleggiate tirreniche. Qui, a un'asta delle poste australiane, acquista un piccolo motociclo, un Honda da 105cc dotato di un generoso portapacchi.
Inizia così a girovagare, completamente solo, per tutto il continente australiano e, dopo vari mesi e circa 16.000 km percorsi, finalmente sale su aereo e ritorna in Italia. Tross ha 57 anni e la vita deve pur continuare. Per farlo sceglie di andare a vivere sulle rive del lago di Bracciano, non sopportando i ritmi ormai caotici di Roma.

### L'arrivo di Luciana e il Kupu Kupu
Due anni dopo Luciana, una nuova compagna con tre figli suoi, lo affianca nelle antiche passioni dei viaggi e della vela.
Le navigazioni in estremo oriente lo portano a continue riflessioni su come navigare in sicurezza. Tornato in Italia si mette all'opera e nasce il Kupu Kupu (recensito su Bolina n. 160 - dicembre 1999), che in malese significa “farfalla”.
È la barca con la quale naviga in Mediterraneo alle soglie del nuovo millennio ed è l’ultima volta che elabora un progetto nautico altrui (in questo caso aveva ingrandito il progetto del vecchio Malibù).

### The Grey Bear (L'Orso Grigio): la barca rivoluzionaria

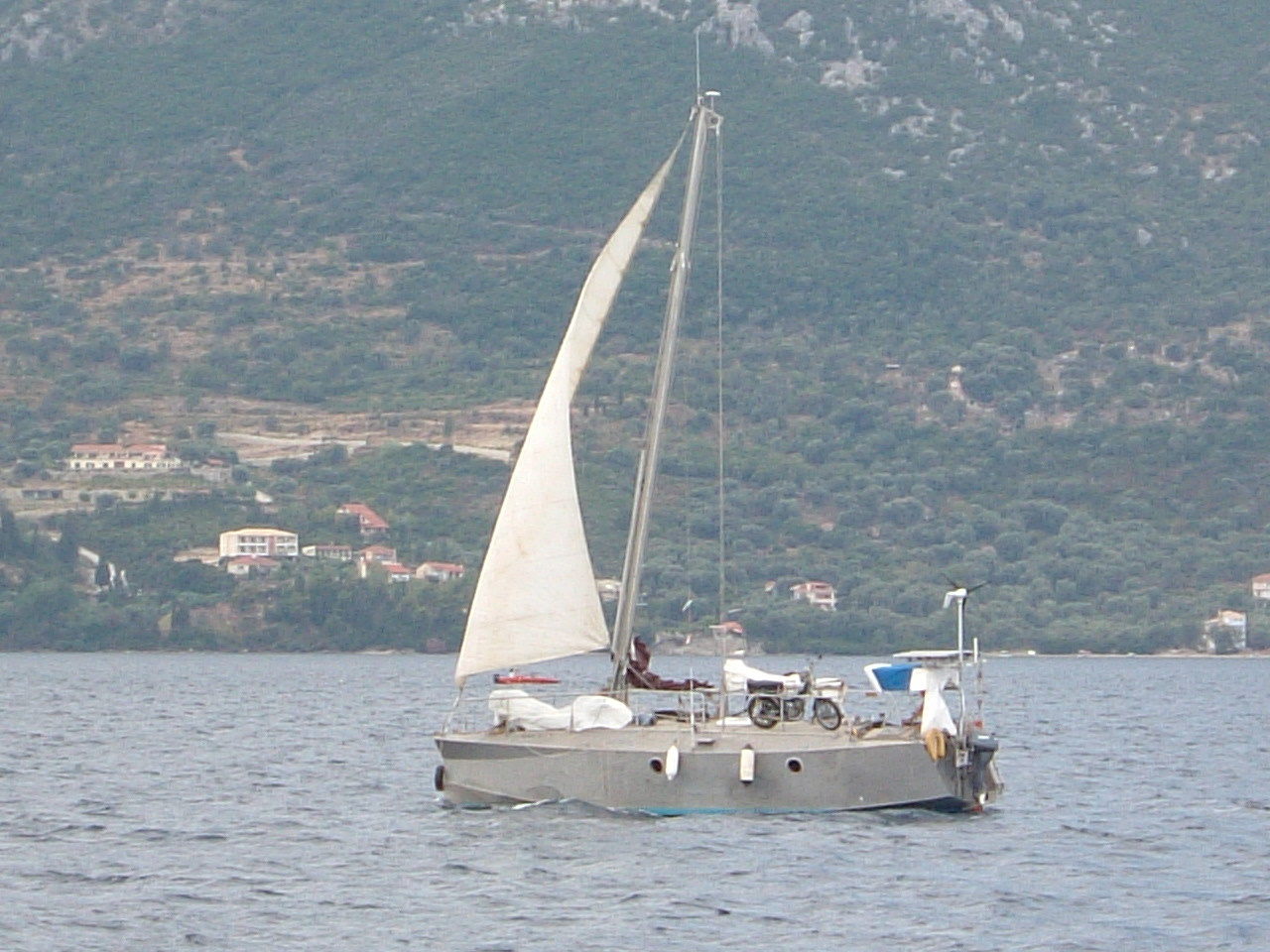
The Grey Bear (L'Orso Grigio) in navigazione nelle isole greche (legato alla battagliola si può notare il motorino Honda Dax usato da Tross per le escursioni terrestri)

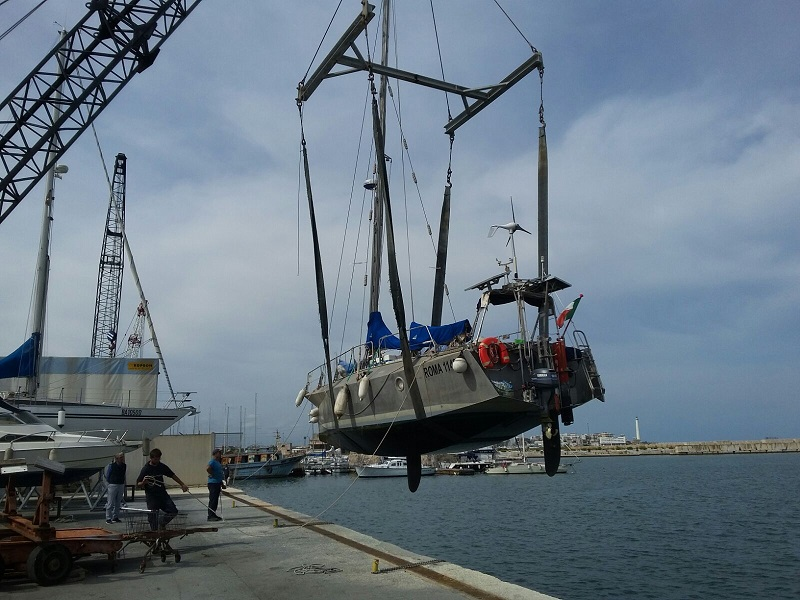
Alaggio dell'Orso Grigio - visibili fondo piatto e deriva a baionetta

Per circa un decennio, insieme alla sua compagna lavora, viaggia e naviga in estremo Oriente con la vecchia Sira2 che però comincia a mostrare i segni degli anni.
Al contempo, avvia un intenso dibattito nella comunità nautica teso all'identificazione di una barca ideale che sarà poi meglio definita come “barca sicura”.
A queste discussioni - siamo alla fine del secolo scorso – partecipa, tra gli altri, Giorgio Casti direttore di Bolina (noto mensile nautico).
Il desiderio è quello di organizzare una tavola rotonda, con l'ambizione di progettare una barca adatta alle lunghe navigazioni condotte in estrema sicurezza e con poche concessioni alle mode del momento. La tavola rotonda non ebbe un gran seguito ma ciò non impedì a Tross di proseguire la sua ricerca della barca ideale e/o sicura tanto che, nel 2001, dopo averla progettata e auto-costruita con il fattivo aiuto di Luciana nel cantiere nautico di Mario Giua sulle rive del Tevere, varò quella che rappresenta a tutt'oggi il prototipo essenziale, in ambito velico, per coloro che mirino ad avere e navigare su una barca sicuramente fuori dagli schemi: The Grey Bear, comunemente conosciuto dagli estimatori come L'Orso Grigio.
Come modello viene anche denominata T-Boat 9 (Tross Boat 9 m) sia per indicare il suo progettista/costruttore sia per evidenziare la prua a “T”, tronca, comodissima per appoggiarsi ai pontili ormeggiando di prua e quindi scendere a terra senza effettuare eccessive acrobazie.
Sia sulle riviste di settore (Bolina n. 172 - gennaio 2001 – Tross: nuova barca rivoluzionaria) che nei nascenti forum nautici in rete (siamo agli inizi degli anni duemila), The Grey Bear (L'Orso Grigio), divide: ai pochi ma convinti estimatori si contrappone la stragrande maggioranza dei detrattori tra i quali i più agguerriti non sono tanto i critici verso i criteri costruttivi, quanto quelli che non perdonano a Tross di aver progettato una barca “brutta”.

### The White Bear (L'Orso Bianco)

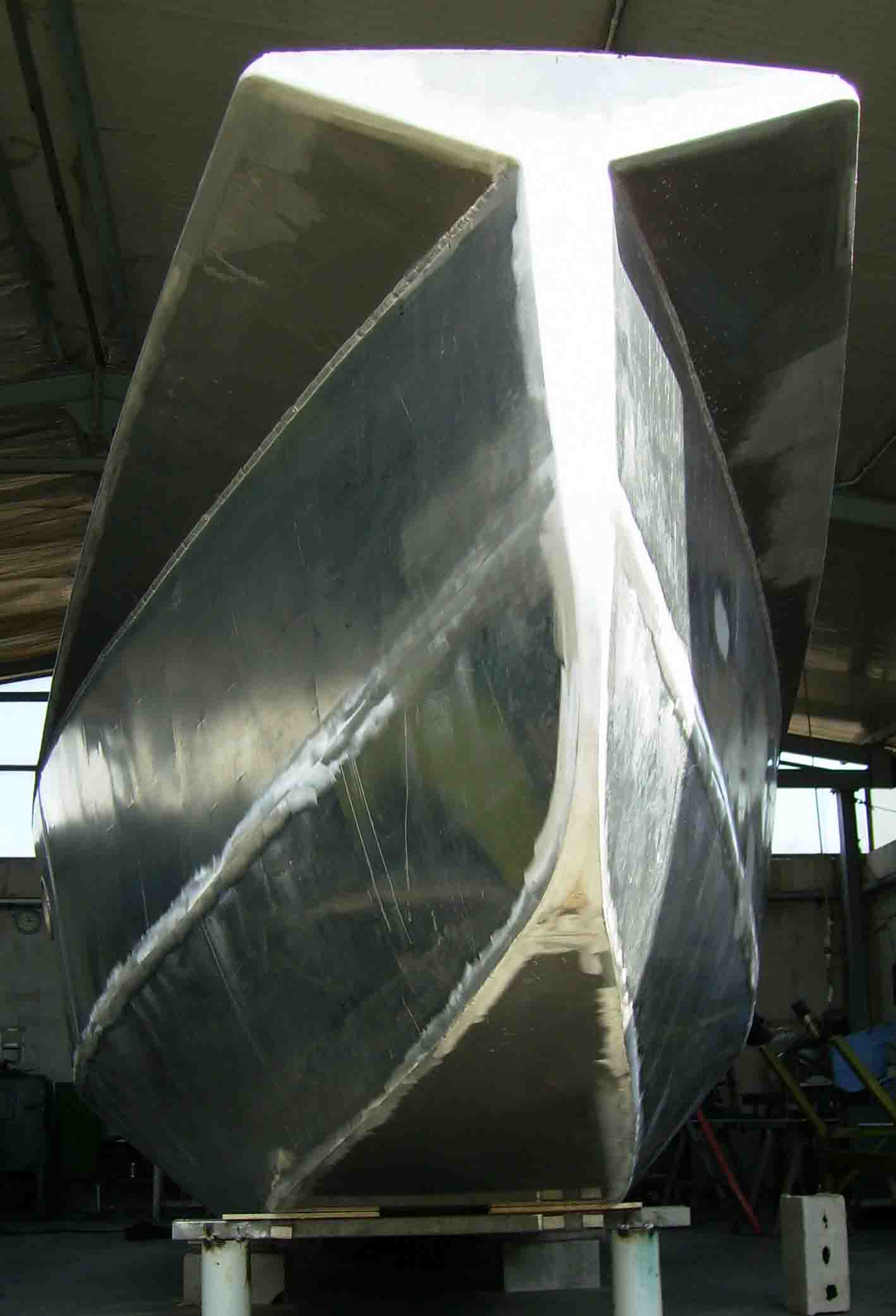
Orso Bianco in costruzione - Prua a "T"

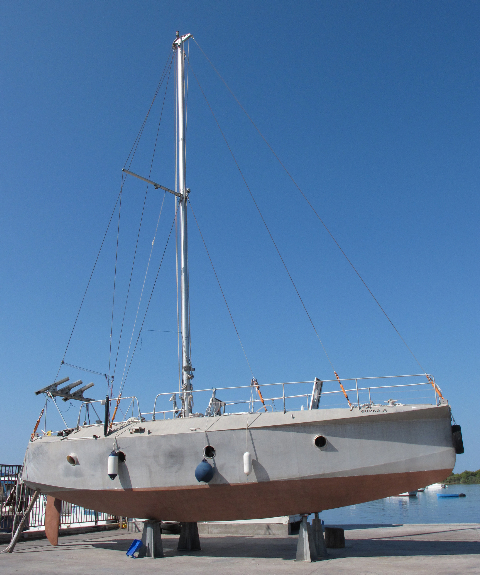
Orso Bianco pronto al varo

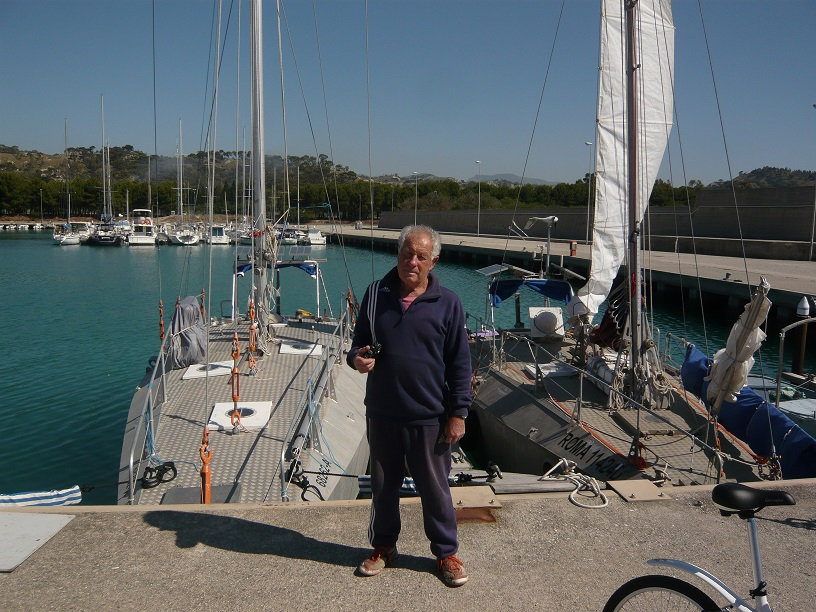
Tross tra l'Orso Bianco e l'Orso Grigio ormeggiati di prua (Roccella Jonica 2010)

Nel 2008, Tross progetta e auto-costruisce una nuova barca fatta a immagine e somiglianza della precedente. Solo, aggiunge un metro alla lunghezza e la larghezza massima arriva a 3.80 metri. La novità saliente di questa barca rispetto alla precedente, è un salto nel passato: abolizione della randa e ritorno a un armo basato su soli fiocchi. In verità, da questa barca in poi, l'auto-costruzione è parziale: il taglio e la saldatura delle lamiere avvengono in un cantiere di carpenteria metallica. Lo scafo e la coperta così assemblate vengono trasportate nel solito cantiere tiberino di Mario Giua dove Tross provvede al completamento degli impianti e degli arredi interni
Questa nuova barca viene chiamata The White Bear (L'Orso Bianco) e il modello viene presentato come T-boat 10 al Big Blu, Fiera Nautica di Roma del 2009. Viene visitata e presentata, tra gli altri, dalle riviste Nautica n. 561 – gennaio 2009 e Mediterranea – ottobre 2009. Il passare degli anni, però, induce Tross, già all’inizio del nuovo secolo, a ridurre il raggio delle navigazioni e sia con l’Orso Grigio che con l’Orso Bianco si limita al Mediterraneo con una particolare preferenza per le isole della Grecia Jonica e la Calabria.

### La mia barca sicura – il secondo libro
Le esperienze ormai consolidate lo portano a scrivere un libro dedicato specificatamente alla sicurezza in barca, nonché alla pericolosità e inutilità della randa: “La mia barca sicura”.
È un testo dove le teorie "trossiane" vengono elaborate basandosi su fatti ed esperienze proprie e altrui. “La mia barca sicura” parte dall’analisi di numerosi incidenti accaduti, dagli anni cinquanta in poi, a velieri da diporto in navigazione a tutte le latitudini.
Valgano, ad esempio, gli incidenti occorsi ai coniugi Smeeton nei primi due tentativi di doppiare Capo Horn.
Gli Smeeton, armatori del veliero Tzu Hang, raccontano le loro disavventure nel libro “Once is Enough”:
Tross analizza le cause delle avarie riportate dallo Tzu Hang e giunge alla conclusione che sia la coperta in legno che la tuga sopraelevata sono componenti costruttivi che indeboliscono la struttura di una barca che oppone poca e inutile resistenza alla furia del mare in tempesta.
Propone, pertanto, e realizza sia sul The Grey Bear (L'Orso Grigio) che sul The White Bear (L'Orso Bianco), la “sua” soluzione sicura: scafo metallico e coperta flush-deck, ovvero una coperta quasi piatta tipo portaerei.

#### La mia barca sicura - i criteri

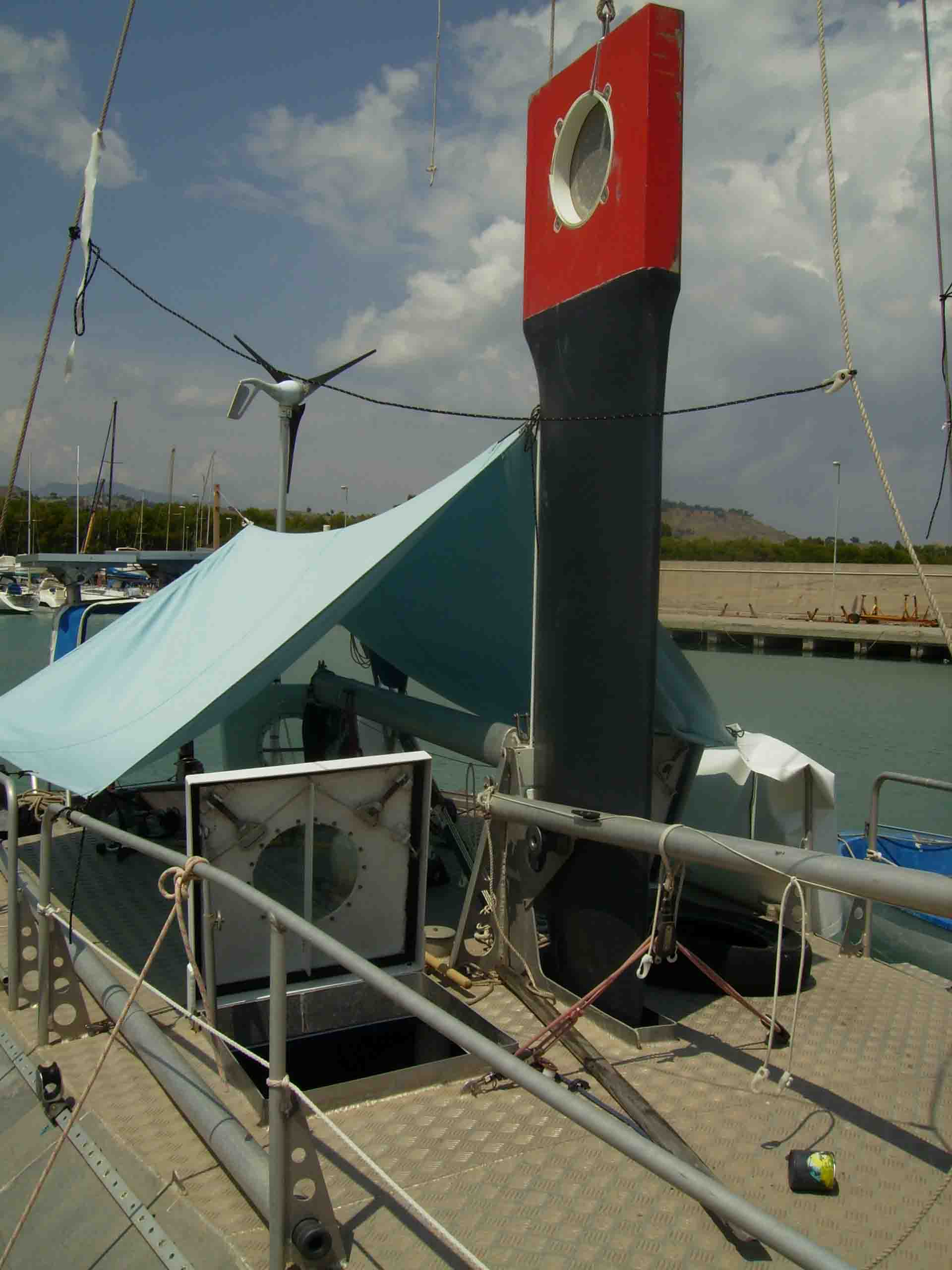
Orso Grigio - Deriva sollevata per manutenzione

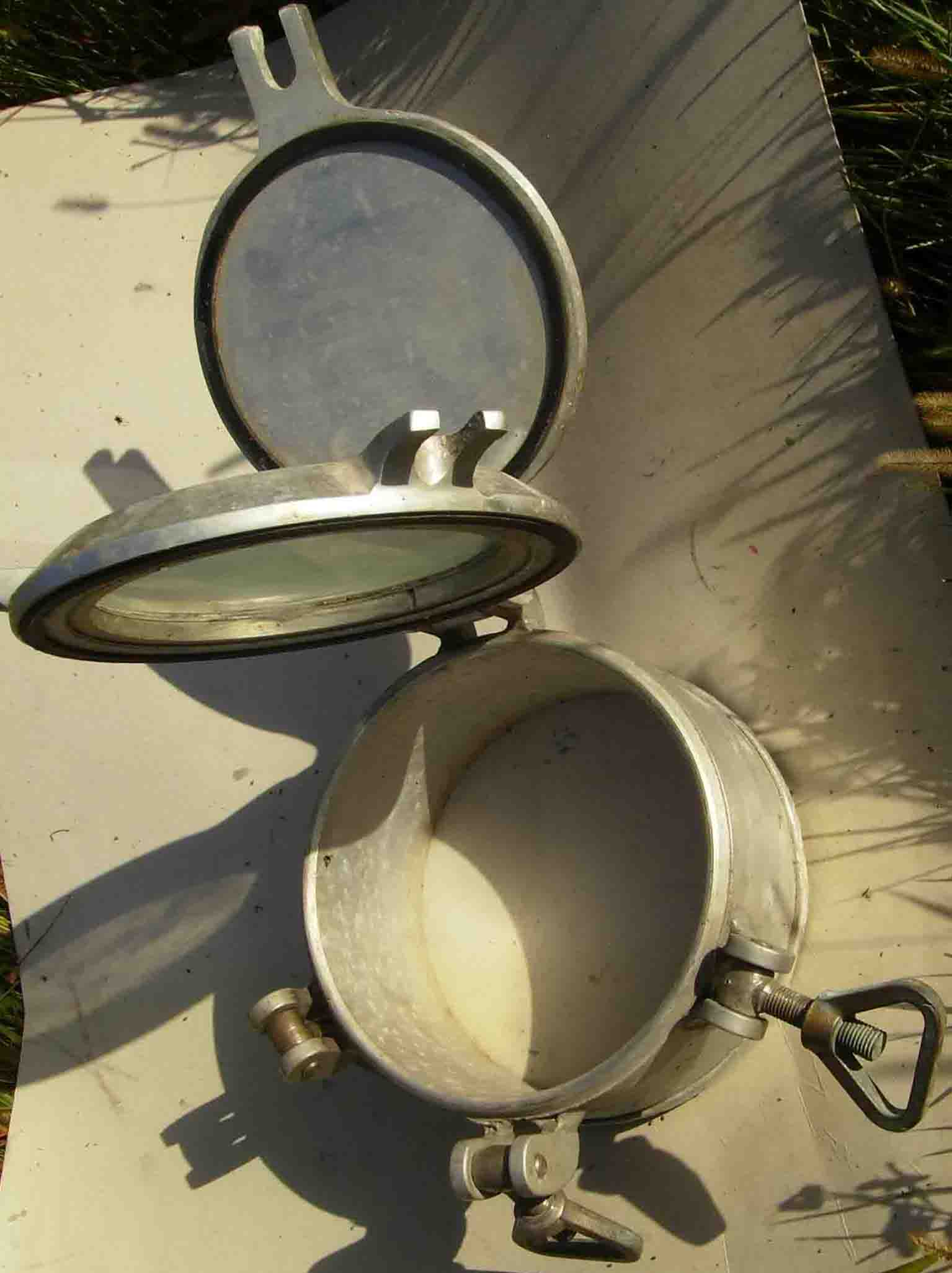
Il tipo di oblò a doppio serraggio montati sull'Orso Bianco e sull'Orso Grigio

I criteri rilevanti della "barca sicura", pertanto, identificati e realizzati da Tross sulle sue ultime imbarcazioni sono:
- scafo metallico in lega di alluminio;
- coperta piatta tipo flush-deck;
- scafo integro nella parte sommersa (opera viva) evitando di realizzare prese di acqua marina al di sotto della linea di galleggiamento;
- eliminazione della randa e del boma;
- deriva in legno a scorrimento verticale senza meccanismi di discesa e risalita;
- scafo a spigoli e fondo piatto;
- sentina zavorrata;
- paratia di prua anti-collisione;
- paratie e portelloni a tenuta stagna;
- oblò circolari a doppio serraggio;
- battagliola in tubolare saldata in coperta;
- gallocce passanti saldate in coperta e sottocoperta;
- portellone sullo specchio di poppa per uscita di sicurezza in caso di ribaltamento;
- timone esterno a barra con pala ribaltabile;
- motore fuoribordo;
- scaletta poppiera accessibile da uomo a mare;
- ultimo ma non meno importante il concetto che ogni parte della barca deve essere "visibile e toccabile".

Tross, lungi dal darsi per vinto, continua nel consolidamento delle proprie teorie confortato, tra l'altro, dagli ottimi riscontri velici ottenuti in navigazione sia dal The Grey Bear che dal The White Bear. Alle quali si aggiunge, nel 2018, l'ultima nata dalla sua matita e dalle sue mani: il LIM (Less Is More) un piccolo 8 metri, sempre con scafo in alluminio, recensita da Bolina nel n. 367 di ottobre 2018.
Nell'estate del 2020, a 87 anni di età, a bordo del LIM, conduce una serie di prove nel mar Jonio allo scopo di dimostrare la validità delle proprie soluzioni. Purtroppo questi test non vedranno compimento.
Tross, dopo una breve malattia, muore il 18 novembre 2020. Riposa al cimitero Flaminio di Roma.

## Opere
- (IT) Tross, Ernesto, Prua a Est, Roma, Nutrimenti, 2003, ISBN 9788888389080.
- (IT) Tross, Ernesto, La mia barca sicura, Roma, Nutrimenti, 2007, ISBN 9788888389691.
- (IT) Tross, Ernesto, Contro la randa. E altre eresie sulle mode nautiche correnti, Roma, Nutrimenti, 2012, ISBN 9788865941546.
- (IT) Tross, Ernesto, Controcorrente. Senso e nonsenso nella cultura nautica da diporto, Roma, Incontri Nautici, 2018, ISBN 9788894224313.
- (FR) Tross, Ernesto, Cap à l'Est, collana Nautilus, Zeraq - France, 2015, ISBN 979-1093860053.